# Luís Boa Morte
Luís Boa Morte Pereira (født 4. august 1977 i Lissabon, Portugal) er en portugisisk tidligere fodboldspiller, der spillede som midtbanespiller eller kantspiller. Gennem karrieren spillede han blandt andet for Arsenal, Southampton, Fulham, West Ham United, AEL 1964 samt for Orlando Pirates.
I sin tid i Arsenal F.C. var Boa Morte i 1998 med til at sikre klubben The Double, sejr i Premier League og FA Cup.

## Landshold
Boa Morte nåede i sin tid som landsholdsspiller at spille 28 kampe og score ét mål for Portugals landshold, som han debuterede for i april 2001 i et opgør mod Frankrig. Hans hidtil eneste landskampsmål blev scoret i november samme år i en kamp mod Angola. Han var en del af den portugisiske trup, der ved VM i 2006 nåede semifinalerne, og han deltog også under OL i 2004 i Athen.

## Titler
Premier League
- 1998 med Arsenal F.C.

FA Cup
- 1998 med Arsenal F.C.